# Karin Metze
Karin Metze, poi Ulbricht (21 agosto 1956), è un'ex canottiera tedesca.

## Palmarès

### Olimpiadi
- 2 medaglie:
  - 2 ori (Montréal 1976 nel quattro con; Mosca 1980 nell'otto)

### Mondiali
- 1 medaglia:
  - 1 oro (Amsterdam 1977 nell'otto)